# جوي غيرا
جوي غيرا (بالإنجليزية: Joey Guerra)‏ هو صحفي أمريكي، ولد في 1974.